# 아빠는 출장 중
《아빠는 출장 중》(Otac Na Sluzbenom Putu, When Father Was Away On Business)은 유고슬라비아에서 제작된 에미르 쿠스투리차 감독의 1985년 드라마 영화이다. 모레노 D'E 바톨리 등이 주연으로 출연하였다.

## 줄거리
1950년 6월, 동네 주정뱅이 치카 프라뇨는 들에서 일하는 사람들에게 세레나데를 부른다. 그는 멕시코 노래를 부르며 스스로를 보호하려 하는데, 냉전이라는 당시 분위기에서 두 지배적인 초강대국인 미국과 소련 중 어느 한쪽에서 유래한 노래는 피하는 것이 더 안전하다고 생각하기 때문이다. 유고슬라비아는 티토-스탈린 결렬 이후 국가의 적을 식별하고 제거하려는 편집증적이고 억압적인 내부 기구를 경험하고 있었다. 말리크를 포함한 동네 아이들은 나무에 오르고 뛰어논다. 말리크의 어머니 세나는 그에게 아버지가 출장 중이라고 말하는데, 말리크는 만성 몽유병 환자이다. 그의 아버지이자 공산당 간부인 메샤는 사실 세나의 오빠이자 더 높은 직위의 공산당 간부인 지요에 의해 노동 수용소로 보내졌다. 메샤는 폴리티카 신문에 실린 티토-스탈린 결렬에 관한 정치 만화에 대해 언급한 적이 있었다.
말리크는 아버지의 형제에게 할례를 받는다. (그들이 유대인이었다면 신생아 때 할례를 받았을 것이므로, 이들은 무슬림인 것으로 보인다.)
얼마 후, 메샤의 아내와 아이들은 즈보르니크에서 그와 다시 합류한다. 말리크는 러시아인 의사의 딸인 마샤를 만나 사랑에 빠지지만, 구급차가 그녀를 데려갈 때 마지막으로 그녀를 본다.
외삼촌 파흐로의 결혼식에서 말리크는 아버지가 여성 조종사와 바람피우는 것을 목격한다. 그녀는 나중에 변기 물 내리는 줄을 이용해 자살을 시도한다. 세나는 당뇨병 진단을 받은 오빠 지하와 화해한다.

## 출연

### 주연
- 모레노 D'E 바톨리
- 미키 마뇰로비치

### 조연
- 미랴나 카라노비치
- 무스타파 나다레빅
- 미라 풀란
- 프레드랙 리코빅
- 파블레 부이시치